# Чемпіонат УРСР із шахів 1974 (жінки)
34-й чемпіонат України із шахів серед жінок, що проходив з 6 по 19 травня 1974 року в Одесі.

## Загальна інформація
Змагання проводилися за швейцарською системою у 11 турів за участі 34 шахісток.
Перед стартом легко було назвати фавориток, зокрема чотириразова чемпіонка України міжнародний майстер з Харкова Ольга Андреєва, а також Раїса Вапнична з Чернівців (чемпіонка 1964 року), киянка Лідія Семенова (1971 рік) та львів'янка Тетяна Морозова (1970 рік). Одесити чекали успіху від своєї землячки Нави Штеренберг (Гордон) — бронзового призера першого розіграшу Кубка СРСР…
Але вже стартові тури поставили під сумнів чимало прогнозів. Першого ж дня Андрєєва програла киянці Люблинській. Невдало почала турнір бронзова призерка чемпіонату СРСР 1971 року Семенова: як і під час останнього турніру на Кубок країни вона нездужала. Після трьох турів по три перемоги виявилося в активі Морозової та кримчанки Щербина. Потім Щербина захопила одноосібне лідерство, яке зміцнила у восьмому турі, перемігши Андрєєву і набравши 6½ очка.
Але вже наступного дня вона не змогла подолати чіткого опору 20-річної Людмили Куликової з Дніпропетровська, а в передостанньому турі програла Вапничній.
Перед заключним днем наперед вийшли Раїса Вапнична і Лідія Муленко, які мали по 7½ очка і зустрічалися між собою. Багато хто чекав нічийного підсумку, який дозволив би суперницям розділити перше місце. Під час партії Вапнична звернулася до суперниці з мирними пропозиціями. Але запорізька шахістка проявила відмінні бійцівські якості, наполегливо продовжила боротьбу і зуміла здобути свою «золоту» перемогу. Вона стала чемпіонкою України вперше.

## Підсумкова таблиця
| Місце  | Шахістка                   | Місто            |  | + | = | − | Очки | Дод1 |
| ------ | -------------------------- | ---------------- |  | - | - | - | ---- | ---- |
| Gold   | Лідія Муленко              | Запоріжжя        |  |   |   |   | 8½   |      |
| Silver | Тетяна Морозова            | Львів            |  |   |   |   | 8    |      |
| Bronze | Людмила Куликова (Асланян) | Дніпропетровськ  |  |   |   |   | 7½   |      |
| 4      | Раїса Вапнична             | Чернівці         |  |   |   |   | 7½   |      |
| 5      | Любов Щербина              | Севастополь      |  |   |   |   | 7½   |      |
| 6      | Ірина Розенцвайг           | Львів            |  |   |   |   | 7    |      |
| 7—9    | Ольга Андреєва             | Харків           |  |   |   |   | 6½   |      |
| 7—9    | Наталія Гасюнас            | Житомир          |  |   |   |   | 6½   |      |
| 7—9    | Лідія Семенова             | Київ             |  |   |   |   | 6½   |      |
| 10—16  | Валентина Алтухова         | Жданов           |  |   |   |   | 6    |      |
| 10—16  | Т. Гіршман                 | Одеса            |  |   |   |   | 6    |      |
| 10—16  | Анна Дудкова               | Харків           |  |   |   |   | 6    |      |
| 10—16  | Наталя Жуніна              | Донецьк          |  |   |   |   | 6    |      |
| 10—16  | Світлана Ігнатченко        | Запоріжжя        |  |   |   |   | 6    |      |
| 10—16  | Т. Калайдина               | Львів            |  |   |   |   | 6    |      |
| 10—16  | Регіна Ягнятинська         | Одеса            |  |   |   |   | 6    |      |
| 17—21  | Вікторія Артамонова        | Київ             |  |   |   |   | 5½   |      |
| 17—21  | Н. Жукова                  | Запоріжжя        |  |   |   |   | 5½   |      |
| 17—21  | Поліна Кіпервасер          | Львів            |  |   |   |   | 5½   |      |
| 17—21  | Людмила Люблинська         | Київ             |  |   |   |   | 5½   |      |
| 17—21  | Айя Цірцене                | Алушта           |  |   |   |   | 5½   |      |
| 22—24  | Ольга Нестерова            | Одеса            |  |   |   |   | 5    |      |
| 22—24  | К. Столярова               | Одеса            |  |   |   |   | 5    |      |
| 22—24  | Нава Штеренберг (Гордон)   | Одеса            |  |   |   |   | 5    |      |
| 25—27  | Олена Єліна                | Дніпропетровськ  |  |   |   |   | 4½   |      |
| 25—27  | В. Кохан                   | Хмельницький     |  |   |   |   | 4½   |      |
| 25—27  | Є. Швидлер                 | Ворошиловград    |  |   |   |   | 4½   |      |
| 28—30  | Н. Голубцова               | Вінниця          |  |   |   |   | 4    |      |
| 28—30  | Р. Йоффе                   | Одеса            |  |   |   |   | 4    |      |
| 28—30  | В. Огуй                    | Полтава          |  |   |   |   | 4    |      |
| 31—32  | С. Адлер                   | Івано-Франківськ |  |   |   |   | 3½   |      |
| 31—32  | Н. Радутна                 | Миколаїв         |  |   |   |   | 3½   |      |
| 33     | О. Ярмолович               | Київська область |  |   |   |   | 2    |      |
| 34     | К. Варваницька             | Кіровоград       |  |   |   |   | 2    |      |